# Szwaruny
Szwaruny (niem. Groß Schwaraunen) – wieś w Polsce położona w województwie warmińsko-mazurskim, w powiecie bartoszyckim, w gminie Bartoszyce. Miejscowość wchodzi w skład sołectwa Minty. W latach 1975–1998 miejscowość administracyjnie należała do województwa olsztyńskiego.

## Historia
Wieś lokowana w 1327 r., jako majątek szlachecki o powierzchni 8 włók. W latach 1720–1806 był w posiadaniu rodziny Kurowskich. W 1889 r. majątek ziemski, wraz z folwarkiem Brzostkowo obejmował 504 ha. Szkoła powstała w XVIII wieku. W 1935 r. w szkole pracowało dwóch nauczycieli i uczyło się w niej 85 uczniów. W 1939 r. we wsi mieszkało 462 osób. W 1983 r., w spisie powszechnym, do danych statystycznych Szwaruny były ujmowane łącznie ze wsią Minty.

## Zabytki
- Klasycystyczny dwór z XIX w., rozbudowany w wieku XX., z pozostałościami parku i zabudowań gospodarczych.